# 宁波文化广场
29°51′38.27″N 121°36′47.65″E / 29.8606306°N 121.6132361°E

宁波文化广场标志

宁波文化广场，是浙江省宁波市的一处广场，位于宁波东部新城，西至海晏路、北至宁穿路、东至河清路、南至中山路，占地22公顷，总建筑面积32万平方米，地上建筑面积20万平方米，地下建筑面积12万平方米，于2008年7月10日开工，2013年9月28日开放。

## 主要设施
宁波文化广场以科技、艺术、时尚为主题，分4大板块9个功能区，西北区块以时尚科技体验与展示场馆为核心，融合滨水休闲娱乐、餐饮零售等商业业态，万人广场是举行户外运动、时尚展示等大型城市休闲活动的空间，东北区块以多功能剧院和高品质国际影城为核心，融合精品餐饮，特色商业零售等商业业态，中心湖水上舞台是市民重大节庆活动、户外演艺娱乐的聚集地，西南区块有机融合儿童娱乐、教育培训、运动健身、滨水餐饮、酒吧、品牌零售等业态，是广场最具活力的区块，东南区块以文化会所、艺术沙龙为核心，融合时装、艺术展览、展示、创意工坊等时尚商业业态，形成艺术交流和创意产业的发展空间，主要设施有：

### 宁波科学探索中心
位于文化广场西北区块，是中国大陆首家以“探索”为主题的大型综合体验互动式科普场馆，建筑面积55000平方米。

### 宁波文化广场大剧院
位于文化广场东北区块，由北京保利剧院管理有限公司合资运营管理，建筑面积23000平方米。

### 朗豪酒店
位于中山东路2109号，其会议场地总面积1180平方米，拥有820平方米的大宴会厅。

## 图集
- 宁波科学探索中心
- 宁波文化广场大剧院
- 位于宁波文化广场的朗豪酒店
- 寧波市友好城市英國诺丁汉贈送的羅賓漢雕像（英语：Statue of Robin Hood）複製品